# Білянка (Орловський район)
Біля́нка (рос. Белянка) — присілок у складі Орловського району Кіровської області, Росія. Входить до складу Орловського сільського поселення.
Населення становить 51 особа (2010, 71 у 2002).
Національний склад станом на 2002 рік — росіяни 75 %.